# Rita Hayworth and Shawshank Redemption
Rita Hayworth and Shawshank Redemption là một tiểu thuyết ngắn của Stephen King, được in trong tập truyện Different Seasons (1982) với nhan đề phụ là Hope Springs Eternal. Truyện được chuyển thể thành phim điện ảnh The Shawshank Redemption (1994). Phim được đề cử bảy Giải Oscar (lần thứ 67), bao gồm cả giải dành cho phim xuất sắc nhất. Năm 2009, truyện được chuyển thể cho sân khấu kịch vẫn với tên gọi The Shawshank Redemption.

## Cốt truyện
Andy Dufresne là một chủ ngân hàng đến từ tiểu bang Maine, Hoa Kỳ. Anh bị bắt với cáo buộc giết chết hai người gồm vợ anh và tình nhân của cô ta. Với án phạt tù chung thân, anh bị chuyển đến Nhà tù Shawshank. Tại đây anh gặp bạn tù là Red - người chuyên chuyển lậu hàng hóa từ bên ngoài vào cho các tù nhân có nhu cầu.
Vốn là một người yêu thích đá, Andy nhờ Red mang vào tù cho anh một cái búa đẽo đá và dùng công cụ này để chế tác những hòn đá nhặt được ở sân thể thao của nhà tù thành các món đồ nhỏ. Một trong những mặt hàng mà anh đặt mua từ Red nữa là tấm ảnh treo tường khổ lớn chụp Rita Hayworth. Khi nhận lời, Red chỉ nghĩ rằng Andy thích thú với tấm hình và không nghĩ thêm gì vào thời điểm đó.
Vào một ngày mùa xuân, Andy và Red cùng một số tù nhân khác đang rải nhựa trên nóc một tòa nhà trong trại tù. Vô tình Andy nghe thấy viên gác ngục tàn nhẫn ở gần đó đang phàn nàn về khoản thuế mà anh ta sẽ phải trả khi nhận được số tiền thừa kế từ ông anh trai đã từ lâu không có liên lạc. Andy tiến đến gần người gác ngục và suýt bị anh ta ném xuống đất. Tuy nhiên, anh được tha nhờ gợi ý rằng viên gác ngụ có thể tránh thuế một cách hợp pháp bằng cách chuyển khoản tiền đó cho vợ anh ta.
Trong nhà tù Shawshank có một nhóm tù nhân hung hãn với biệt danh "The Sisters" do Bogs Diamond cầm đầu. Nhóm này sẽ cưỡng dâm bất kỳ người tù nào mà chúng cảm thấy có thể "xử" được, và Andy không phải là ngoại lệ. Tuy nhiên, nhờ Andy tỏ ra có ích cho các viên gác ngục nên họ bảo vệ anh khỏi nhóm "The Sisters". Một đêm nọ người ta tìm thấy Bogs bị đánh trọng thương và bất tỉnh trong phòng giam. Andy cũng được phép ở một mình một phòng thay vì bị giam chung với tù nhân khác. Có một thời gian ngắn Andy chung phòng với một tù nhân tên là Normaden nhưng anh này sớm chuyển đi.
Andy được chuyển từ phòng giặt ủi sang thư viện nhỏ của nhà tù - trước đây nằm dưới sự cai quản của Brooks Hatlen, một trong số ít tù nhân có bằng đại học. Red cộc lốc cho hay thực tế bằng cấp của Brooks chỉ là bằng chăn nuôi, tuy nhiên "ăn mày thì không thể đòi xôi gấc". Công việc mới cho phép Andy dành nhiều thời gian hơn để làm các công việc bàn giấy liên quan đến tài chính cho các nhân viên nhà tù. Anh còn gửi thư mời Thượng viện Tiểu bang Maine tài trợ cho việc mở rộng thư viện. Qua nhiều năm, dù không nhận được thư hồi đáp nhưng anh vẫn kiên trì gửi thư hàng tuần. Cho đến một ngày nọ, cuối cùng Thượng viên tiểu bang cũng gửi 200 USD; họ nghĩ rằng anh sẽ ngừng yêu cầu tiền. Tuy nhiên, thay vì ngừng viết thư thì Andy còn tăng gấp đôi lượng thư gửi đi. Sự cần mẫn của anh giúp thư viện có cơ hội mở rộng lớn kho sách. Thời kỳ này Andy cũng giúp nhiều tù nhân lấy chứng chỉ tương đương, giúp chuẩn bị cho họ trở về xã hội sau khi được tạm tha.
Giám đốc nhà tù Shawshank là Norton cũng nhận thấy những kỹ năng của Andy có ích với ông ta. Ông khởi động một chương trình có tên gọi "Inside-Out", theo đó các tù nhân được phép ra ngoài làm việc với tiền công cực rẻ mạt. Các doanh nghiệp bên ngoài không thể cạnh tranh nổi với mức giá cực thấp của chương trình này, do vậy họ chọn cách hối lộ Norton để ông ta không tham gia đấu thầu. Số tiền bẩn này cần phải được chuyển giấu bằng cách nào đó. Vậy là Andy trở thành người giúp ông ta đạt được mục đích.
Một ngày kia, Andy nghe Tommy Williams - một tù nhân khác - kể về việc bạn tù chung phòng cũ của anh ta đã khoe khoang rằng hắn đã giết một tay golf giàu có và vợ của một "luật sư" (Andy hiểu rằng người kể có thể đã dễ dàng nhầm lẫn từ "lawyer" với "banker" do đây là một nghề được giới bình dân thất học xem như là tương tự), khiến luật sư đó bị buộc tội. Sau nghe được chuyện này, Andy nhận ra rằng nếu mang được bằng chứng này ra tòa thì anh có thể được xử lại và có cơ hội được phóng thích. Tuy vậy, Norton nhạo báng câu chuyện và chuyển Tommy đến một nhà tù mức độ an ninh thấp hơn càng sớm càng tốt, có lẽ là sự đền bù cho việc anh ta hứa sẽ không nói gì thêm về chuyện này. Norton biết Andy quá sức hữu ích nên không thể để anh này được thả ra; hơn nữa, anh lại biết chi tiết về những vụ nhận hối lộ của Norton. Vì sự vụ này, Andy bị biệt giam vài tháng. Anh từ bỏ suy nghĩ về triển vọng một phiên tòa xác minh sự thật.
Trước khi vào tù thì Andy - với sự giúp đỡ của bạn thân - đã tìm cách bán hết mọi tài sản của mình và gửi tiền dưới một cái tên giả là "Peter Stevens". Con người không có thật này có bằng lái xe, số an sinh xã hội và các giấy tờ khác. Những tài liệu cần cho việc rút tài sản và chứng minh nhân thân của Stevens được ký thác an toàn trong một cái hộp tại một nhà băng ở Portland. Chìa khóa mở hộp được giấu dưới một viên đá núi lửa màu đen nằm trong bức tường bằng đá dạy dọc cánh đồng cỏ khô ở thị trấn nhỏ Buxton, không xa nhà tù Shawshank.
Sau 18 năm trong tù, Andy chia sẻ bí mật với Red và mô tả chính xác cách tìm nơi này và một ngày nào đó "Peter Stevens" sẽ sở hữu một khách sạn nghỉ dưỡng nhỏ ven bờ biển Zihuatanejo, México. Andy cũng nói cho Red biết rằng Andy có thể cần một người "biết lấy đồ đạc" giúp mình kinh doanh ở đó. Red bối rối, không hiểu tại sao Andy lại cho kể cho ông biết điều này.
Andy biến mất khỏi phòng giam bị khóa vào một buổi sáng sau gần 27 năm trong tù. Sau khi truy tìm khắp các sân tù và khu vực lân cận nhưng không tìm thấy Andy, Norton nhìn vào phòng giam của anh và phát hiện ra tấm ảnh khổ lớn chụp Linda Ronstadt (trong phim thì là Raquel Welch) dán trên tường thực chất là để che giấu một cái lỗ đục vừa đủ cho người chui vào. Nhiều năm trong tù, Andy chỉ dùng cái búa mà ngày đó Red mua cho, vừa để làm ra các vật tạo tác nhỏ, vừa để đục ra cái lỗ trên tường này. Khi chui qua lỗ, Andy đập vỡ ống nước thải và bò khoảng 500 thước Anh (trên 450 mét) trong ống thải này để tẩu thoát ra cánh đồng bên ngoài phạm vi của nhà tù. Người ta tìm thấy bộ đồng phục tù cách cửa cống thải hai dặm (trên ba kilômét). Không ai xác định được bằng cách nào mà Andy đã trốn thoát được mà không có dụng cụ, không quần áo hay tòng phạm.
Một vài tuần sau đó, Red nhận được tấm bưu thiếp không có nội dung được gửi từ một thị trấn nhỏ ở tiểu bang Texas - gần biên giới giữa Hoa Kỳ và México - và ngạc nhiên vì Andy đã vượt biên tại đó. Không lâu sau, Red được tạm tha. Sau gần 40 năm trong tù, ông nhận ra việc chuyển tiếp ra cuộc sống "bên ngoài" rất khó khăn. Vào cuối tuần, Red đi nhờ xe đến Buxton để tìm cánh đồng cỏ khô mà trước đây Andy từng kể. Sau vài tháng lang thang ở các ngả đường thị trấn vùng quê, ông tìm thấy cánh đồng với bức tường đá và hòn đá đen nằm phía dưới. Tại đây Red tìm thấy lá thư gửi cho ông từ "Peter Stevens", nội dung là mời ông đến México hội ngộ với Peter. Kèm theo lá thư là 20 tờ bạc mệnh giá 50 USD. Truyện kết thúc khi Red vi phạm lệnh tạm tha để đến México.